# 新市区 (上海市)
新市区是中國上海市歷史上的一個市辖区，东临黄浦江，西、南至北四川路区、提篮桥区、榆林区、杨浦区，北至江湾区。1949年5月時，全区总面积24.8平方公里，人口4.6万余人。
新市区最初是1929年中华民国國民政府实施大上海计划中划定的新上海市中心区域所在地。1945年，當局在當地成立上海市第二十一区（新市街区）。1949年5月26日，新市区全境被中共佔領。1952年10月，新市区併入江湾区。